# Mad Decent
Mad Decent es un sello discográfico estadounidense de Filadelfia, actualmente basado en Los Ángeles, fundado por Diplo. La discográfica ha ayudado a introducir el baile funk brasileño y el kuduro angoleño en clubes de todo el mundo. Recientemente, ha popularizado el moombahton, un género de música de baile electrónico creado por DJ Dave Nada. El género en la discográfica fue popularizado principalmente por Dillon Francis después de colaborar con Diplo en la canción de 2012 de Francis "Que Que". También es conocida por su serie de conciertos en las principales ciudades conocidas como Mad Decent Block Party.

## Artistas
- 4B
- Ape Drums
- Andryck
- Bad Royale
- Big Fish
- Bishu
- Blaqstarr
- Bonde do Rolê
- Boombox Cartel
- Bosco Delrey
- Brillz
- Calypso Rose
- Carmada
- Cesqeaux
- Chace
- Crookers
- Daktyl
- Dawn Golden
- Dillon Francis
- Diplo
- Dirty Audio
- Dombresky
- Dugong Jr
- FKi 1st
- Fossa Beats
- Full Crate
- Gent & Jawns
- Ghastly
- GKR
- Grandtheft
- GTA
- Habstrakt
- Hasse de Moor
- Henrik The Artist
- Herobust
- Jack Ü
- Jackal
- Jarina De Marco
- Jauz
- Lady Bee
- Lido & Santell
- LIZ
- Major Lazer
- MHD
- Mr Eazi
- Myrne
- NGHTMRE
- NYMZ
- Omar Souleyman
- Party Favor
- PO PO
- Ricardo Drue
- Ricky Remedy
- Rickyxsan
- Riff Raff
- Sak Noel
- Sean Paul
- SLANDER
- Sleepy Tom
- Slumberjack
- Slushii
- SNKM
- SpydaT.E.K
- Starrah
- Swizzymack
- The Frightnrs
- Tropkillaz
- TroyBoi
- Two Fresh
- TWRK
- Unlike Pluto
- Valentino Khan
- Wax Motif
- White Gangster
- Wuki
- Yellow Claw
- Zebra Katz
- Zeds Dead